# Mont-sur-Monnet
Mont-sur-Monnet – miejscowość i gmina we Francji, w regionie Burgundia-Franche-Comté, w departamencie Jura.
Według danych na rok 1990 gminę zamieszkiwało 177 osób, a gęstość zaludnienia wynosiła 9 osób/km² (wśród 1786 gmin Franche-Comté Mont-sur-Monnet plasuje się na 567. miejscu pod względem liczby ludności, natomiast pod względem powierzchni na miejscu 116.).